# Thüringische Landeszeitung

Alternatives Logo

Die Thüringische Landeszeitung (kurz: TLZ) ist eine in Weimar erscheinende regionale Tageszeitung. Zusammen mit der Thüringer Allgemeinen (Erfurt) und der Ostthüringer Zeitung (Gera) gehört sie zur Mediengruppe Thüringen (MGT), die Teil der Funke Mediengruppe ist. Sie hat eine geschätzte Auflage von rund 41.000 Exemplaren. Die TLZ ist die einzige noch erscheinende Tageszeitung aus DDR-Zeiten mit Vollredaktion in den neuen Bundesländern, die nicht aus einem SED-Organ hervorgegangen ist.

## Geschichte

### In der DDR
Gegründet wurde die Zeitung im September 1945 mit Erlaubnis der Sowjetischen Militäradministration Weimar durch den LDPD-Politiker Hermann Becker, der ihr profiliertester Verleger war. Die erste Ausgabe erschien am 24. September 1945 in Weimar mit der Schlagzeile Wiederaufbau durch Demokratie – auf dem Wege zur Freiheit. Die Titelzeile wurde von dem Erfurter Gebrauchsgrafiker Walter Wenger gestaltet. Die TLZ erschien dann im gesamten Land Thüringen als Zeitung der LDPD, allerdings in nur fünf Ausgaben in den Monaten September bis Oktober. Ab 12. Dezember 1945 konnte eine Genehmigung der Sowjetischen Militäradministration für drei Ausgaben je Woche erreicht werden. Die Zeitung hatte eine Auflage von 50.000 Exemplaren, die von der Militäradministration im Mai 1946 auf 17.000 reduziert wurde. Vor den damals anstehenden Kommunal- und Landtagswahlen wurden auch die Lokalausgaben untersagt. Die TLZ erhielt weiterhin nur einen Bruchteil der Zuteilungen an Papier und Druckkapazität, den die SED-Zeitungen erhielten. Erst ab Mai 1951 konnte die TLZ fünfmal wöchentlich erscheinen. Ihr Verbreitungsgebiet behielt sie auch nach der Gebietsreform und der Bildung der Bezirke in der DDR im Jahr 1952 im Wesentlichen bei.
Die Zeitung erschien zu Anfang in dem traditionsreichen Weimarer Verlag Panse, der auch nach der Enteignung noch von den sowjetischen Besatzungsbehörden so bezeichnet wurde. In dem Verlag war bis 1943 die Allgemeine Thüringische Landeszeitung Deutschland erschienen. Der Name der von mehreren traditionellen Zeitungsverlagen unterstützten TLZ nahm Bezug auf diese ältere Zeitung.
Sie war 1849 unter dem programmatischen Namen Die Revolution gegründet worden, hieß ab dem zweiten Halbjahr 1849 Deutschland, 1911–1920 Weimarische Landeszeitung Deutschland, 1921–1943 (nach dem Aufgehen von Sachsen-Weimar-Eisenach im neuen Land Thüringen) Allgemeine Thüringische Landeszeitung Deutschland.
Der Verleger und LDPD-Landtagsabgeordnete Hermann Becker platzierte am 18. Juli 1948 auf der TLZ-Titelseite eine Parteitagsrede des Jenaer Philosophie-Professors Hans Leisegang zur Freiheit der Wissenschaft. Auch in Zusammenhang hiermit wurde Becker vom NKWD verhaftet und verbrachte sieben Jahre in Haft und bei Zwangsarbeit in Workuta.
Erster Chefredakteur war Hans Klein, dem am 16. Juli 1947 Erich Gaenschalz nachfolgte. Dieser wurde im Dezember 1948 von der Militäradministration  aus seinem Amt entfernt. Ab dem 19. Dezember 1948 war Willy Klotz Chefredakteur, ab 2. Februar 1949 Heinz Kostka.
Ab Sommer 1949 soll sich die TLZ in der Art ihrer Berichterstattung kaum mehr von der SED-Zeitung Das Volk unterschieden haben. Als regionale Zeitung der Liberal-Demokratischen Partei Deutschlands (LDPD) unterlag die TLZ während der Zeit der SBZ und in der DDR wie alle anderen Medien der Zensur. Außerdem musste die Zeitung als LDPD-Parteizeitung, aber auch auf Grund der Papierknappheit in der DDR, weiter mit Auflagenbegrenzungen leben. Das Papierkontingent wurde bis 1989 von der Bezirksleitung der SED zugeteilt. Ein neues TLZ-Abonnement erhielt man in der Regel nur nach dem Tod eines bisherigen Abonnenten.
Die TLZ wandte sich von Beginn an besonders an das Bildungsbürgertum. Die Wochenendbeilage „Treffpunkt“ galt in Thüringens Zeitungslandschaft als Kult. Sie war doppelseitig mit Bruch angelegt, und kulturell interessierte Thüringer hatten sie nicht selten in gebundener Form in der „Schrankwand“ neben den Klassikern. Die kulturell-politische Beilage erscheint auch heute jeden Sonnabend in der TLZ, jetzt unter dem Titel „Journal“.
Siehe: Weimarische Zeitungen

### Seit 1990
Nach der politischen Wende wurde die Zeitung 1990 unabhängig. Die Thüringer Neuesten Nachrichten (die regionale Zeitung der Blockpartei NDPD) und das Thüringer Tageblatt (DDR-CDU) wurden 1990 übernommen. Parallel dazu wurde die TLZ zusammen mit der Thüringer Allgemeinen und der Ostthüringer Zeitung von der WAZ-Mediengruppe übernommen und in der Zeitungsgruppe Thüringen zusammengefasst. Im November 1991 erfolgte der Zusammenschluss mit der während der Wendezeit 1990 gegründeten Thüringer Tagespost. Die beiden Chefredakteure Hans-Dieter Woithon (von 1965 bis 1992 Chefredakteur der Thüringischen Landeszeitung) und Hans Hoffmeister (seit 1991 Chefredakteur Tagespost) blieben bis zur Pensionierung Woithons gleichberechtigt. Hoffmeister kam vom Bielefelder Westfalen-Blatt, wo die Thüringer Tagespost nach der Wende eine Zeitlang redaktionell produziert und auch gedruckt wurde. Seit 1993 war Hoffmeister alleiniger Chefredakteur. 1996 übernahm die TLZ auch die thüringischen Ableger der Tageszeitung Hessisch Niedersächsische Allgemeine (HNA), die in Westthüringen als Mitteldeutsche Allgemeine mit den Regionalausgaben Eisenacher Presse und dem Eichsfelder Tageblatt erschien.
Die Thüringische Landeszeitung listet bis jetzt (Mai 2021) in ihrem Impressum direkt unter ihrem Namen die Zeitungstitel Thüringer Tagespost, Thüringer Neueste Nachrichten, Mitteldeutsche Allgemeine, Eisenacher Presse und Eichsfelder Tageblatt auf.
Am 1. März 1994 präsentierte sich die TLZ mit einem neuen Layout, im Juli 2000 startete die Online-Plattform tlz.de. Die TLZ brachte auf Initiative des Chefredakteurs Hans Hoffmeister eine inzwischen 15-bändige Edition über Villen in Thüringen heraus, wofür Hoffmeister vom Deutschen Nationalkomitee für Denkmalschutz den Denkmalpreis 2001 erhielt. Hoffmeister war auch Initiator des Vereins Freundeskreis Weimar Kulturhauptstadt Europas 1999. Einzigartig in Thüringen sind auch die Karikaturen der Zeitung, die seit 1992 vom bekannten Karikaturisten Nel (Ioan Cozacu) kommen.
Die TLZ hat neun Regionalausgaben, allerdings nicht in jedem Landkreis Thüringens. Die Hauptredaktion hat ihren Sitz in Weimar. Lokalredaktionen befinden sich zudem in Weimar, Eisenach, Erfurt, Gera, Gotha, Heilbad Heiligenstadt, Jena und Mühlhausen/Bad Langensalza. Seit 2010 kooperiert die TLZ inhaltlich verstärkt mit den anderen Zeitungen Thüringer Allgemeine (TA) und Ostthüringer Zeitung (OTZ) der Mediengruppe Thüringen (MGT), ehemals Zeitungsgruppe Thüringen (ZGT), welche wiederum zur Funke Mediengruppe gehört. Die Internetangebote der drei Zeitungen sind deckungsgleich und auch in den Printausgaben wird eine wachsende Zahl der Artikel untereinander ausgetauscht.
Von September 2013 bis Januar 2016 war Bernd Hilder Chefredakteur der TLZ, sein Nachfolger wurde im Januar 2016 Nils Kawig. Ihm folgte 2022 Gerlinde Sommer.

## Die Zeitung vom 12. Mai 2021
Am 12. Mai 2021 erschien aufgrund des Streiks im Funke-Druckzentrum Erfurt die Tagesausgabe der Thüringischen Landeszeitung, der Ostthüringer Zeitung und der Thüringer Allgemeinen als identische Ausgabe: Sie zeigt im Zeitungskopf die Logos der drei Zeitungen gleich groß nebeneinander und bestand aus 16 nicht nummerierten Seiten. Im Zeitungs-Impressum war an erster Stelle die Funke Medien Thüringen GmbH in Erfurt benannt, gefolgt von der Adresse des jeweiligen Zeitungsverlags. Diese Ausgabe zeigt: Die drei Regionalzeitungen in Thüringen sind tatsächlich eine Einheitszeitung mit optisch verschiedener Aufmachung und unterschiedlicher Regional-Berichterstattung.